# Worst
Worst (ワースト, Wāsuto) est un manga  écrit et dessiné par Hiroshi Takahashi, également auteur de Crows. Il a été publié au Japon entre mai 2002 et juillet 2013 à raison d'un chapitre par mois dans le magazine Monthly Shōnen Champion d'Akita Shoten, et trente-deux tomes sont sortis en juin 2013. La version française a été éditée par Panini Manga de janvier 2005 à janvier 2008 avec la sortie du tome 16.

## Synopsis
Hana Tsukishima est un garçon qui débarque de sa campagne profonde pour étudier en ville. Son lycée est un peu spécial : le lycée pour garçons Suzuran, aussi appelé « le lycée pour corbeaux » est connu à travers tout le pays pour être l'école où tous les pires délinquants du Japon sont réunis. Malgré son air naïf et ses habitudes de péquenaud, Hana, qui n’aime pas se laisser marcher sur les pieds, se met en tête de devenir le leader des élèves pour rétablir l'ordre dans l’école.
L'histoire de Worst se déroule sur trois années précises : les tomes 1 à 10 relatent l'année de seconde, les tomes 11 à 22 l'année de première et les tomes 23 et suivants l'année de terminale.

## Personnages
- Famille Umehoshi
  - Hana Tsukishima : Locataire de la chambre 5. Jeune lycéen débarqué de sa campagne profonde. Un peu bête au premier abord, mais devient imbattable lorsqu'il se bat sérieusement. Néanmoins, c'est un personnage sympathique, toujours prêt à aider ses amis et les autres. Son but est de devenir le "Bancho" (le chef) de son école, Suzuran. Il est le vainqueur du tournoi des nouveaux de Suzuran après un dur combat contre Hisashi Amachi, faisant de lui une célébrité dans la ville et le nouvel homme à abattre[3].
  - Sakota Takéfumi : Locataire de la chambre 6. Ancien caïd de son collège (surnommé le « dinosaure de Kishichu »). Avant même d’entrer au lycée Suzuran, il a déjà une sacrée réputation. C’est pour cette raison qu’il est un des favoris pour le tournoi des nouveaux. Au début, il est arrogant et avide de pouvoir, mais Hana lui apprendra ce que c’est de vivre en communauté. Sakota a une cicatrice sur la lèvre gauche.
  - Renji Muto : Locataire de la chambre 1. Lui aussi a déjà une solide réputation (surnommé le « chien fou du collège Sanchu »), il débarque à Suzuran en même temps que Hana. Il est reconnaissable à sa coupe de cheveux (une belle banane). Il connaît Sakota assez bien (comme le dit Tora « il s’est passé pas mal de choses entre eux depuis le collège »). Il apparaît comme un mec tranquille, mais il ne faut quand même pas le chercher. Son plus grand souci est son grand frère qui n’arrête pas de se mettre dans les ennuis avec des types peu recommandable[4].
  - Takumi Fujishiro : Locataire de la chambre 2. Le locataire le plus énigmatique de la pension. C’est le seul à être inscrit au Lycée Industriel Kurosaki. C’est le beau gosse de la série. Mais son air discret cache en fait un don énorme pour la bagarre[5].
  - Toranosuke Tominaga : (Surnommé Tora) Locataire de la chambre 3. Il est également élève à Suzuran. Par contre, c’est l’opposé des autres colocataires. Quand il était au collège, il se faisait martyriser par toutes les petites frappes. Cependant, il a une très bonne connaissance de tous ce qui se passe dans les différentes écoles (bagarres, domination, conflits…). Il essaie de jouer au dur, mais ça ne marche jamais, ce qui donne lieu à des situations plutôt humoristiques[6].
  - Masa et Marie Uméhoshi : Les propriétaires de la pension. Des frères jumeaux mais en fait totalement différents. Alors que Masa est le yakusa typique (air sombre, lunette teintée, petite moustache), son frère Marie (de son vrai nom Yasushi) est un travesti. Mais quand les deux frères s’énervent (ce qui est assez fréquent), ils ont l’air tout aussi dangereux l’un que l’autre.
- Suzuran
- Hosen
- TFOA
- Amachi et Rindow

## Publication
Ce manga est la suite directe de Crows. Puisque suite directe, on y retrouve le même cadre d'action, une ville où différents adolescents de lycées voisins s'affrontent. Des personnages vus dans Crows refont leurs apparitions dans Worst, comme le trait d'union d'une génération à une autre. Ainsi nous retrouvons Zetton, King Joe, Kousei Takeda, respectivement figures fortes du lycée Suzuran, du lycée Hosen et du groupe TFOA, et bien d'autres encore. La première partie de Worst marque le passage de témoins entre les précédents protagonistes et les nouveaux.
Tout comme son prédécesseur, ce titre nous fait suivre les aventures d'un jeune homme, ici il s'agit d'Hana Tsukishima, de la bande d'amis qu'il se fera au fil de l'histoire et également d'autres adolescents qui évoluent dans leur entourage. C'est d'ailleurs l'une des forces de ce manga, l'auteur ne se borne pas uniquement à nous faire suivre les péripéties d'un seul lycée mais jongle entre différents établissements ou groupes. Le lecteur a ainsi la possibilité de développer différentes affinités et la notion de "bon" et "méchant" n'a plus place. Une autre des particularités de ce manga, c'est qu'il nous fait vivre l'intégralité des années de lycée de ces jeunes. Ainsi du tome 1 au tome 10, nous avons pu suivre l'année de seconde d'Hana et ses amis, du tome 11 au tome 22 leurs années de première et du tome 23 au tome 33 l'année de terminale.
Hiroshi Takahashi a également dessiné les chapitres de Worst Gaiden, un manga relatant deux récits antérieurs aux aventures vues dans Worst et Crows. Le premier porte sur les frères Umehoshi, les responsables de la pension où vit Hana, du temps où eux-mêmes fréquentaient les bancs de Suzuran. La seconde histoire nous présente les origines du TFOA, ou comment la première génération a dû batailler ferme pour imposer leur groupe. Ce Worst Gaiden est sorti le 8 septembre 2009 au Japon, le même jour que We are the Worst II, un deuxième character book présentant tout ce qu'il y a à savoir sur Worst.

## Adaptations cinématographiques
Fort du succès des mangas Crows et Worst, une adaptation cinématographique voit le jour en octobre 2007. Le film se nomme Crows Zero et présente une génération antérieure à celles vues dans les deux titres d'Hiroshi Takahashi. En avril 2009, Crows Zero II sort dans les salles japonaises, et en avril 2014 sort le dernier volet de la trilogie, Crows Explode.

## Worstdans les autres mangas
Il arrive, de temps en temps, qu'un auteur fasse un clin d'œil à un autre au travers de son manga.
- C'est le cas d'Hiroshi Takahashi et d'Harold Sakuishi, l'artiste qui se cache derrière le titre BECK. Dans le volume 7 de Beck, page 16, Sakuichi présente un de ses personnages habillés d'un sweat TFOA. Takahashi, lui, fera de même en faisant lire à un lycéen de Suzuran Beck dans le one-shot Crows Aftermath, à la page 113.

- Dans Baki Scarface, également, on peut voir à un moment un homme porter une veste du TFOA.

- Dans le manga Ace of Diamond, chapitre 17, un des personnages porte un T-shirt avec la mention « The Front of Armament » sur le col arrière.

- Dans le premier volume de Drop, on peut voir un personnage lire le tome #5 de Worst.

- Sur la couverture du no 35 du Monthly Weekly Champion d'Akita Shoten, le héros du manga Clover, publié en France chez 12bis, porte une veste de cuir du TFOA.

- Par extension, dans le manga Saru Lock, on peut voir les Heavenly Crows, une bande de jeunes, comme un hommage au Crows d'Hiroshi Takahashi.